# 馬哈茂德·福吉
馬哈茂德·福吉（Mahmoud Fawzy，1992年6月20日—）是一名埃及角力運動員，主攻男子古典式75公斤級項目。他曾獲得非洲角力錦標賽男子古典式75公斤級冠軍。

## 外部連結
- International Wrestling Datbase